# 福錕
福錕（1834年11月5日－1896年10月10日），愛新覺羅氏，字蓟甫，号箴庭、珍庭、珍亭，清宗室，滿洲鑲藍旗人，康熙嫡次子理密親王允礽（廢太子）六世孫，因其當上大學士後於朝廷聲名顯赫，人稱福中堂。

## 生平
福錕為咸豐八年（1858年）舉人，九年（1859年）己未科第二甲進士，授任吏部主事，晉升吏部員外郎。
光緒五年（1879年），由吏部員外郎遷右庶子，擢任太僕寺卿。
光緒六年（1880年），賞任副都統，任西寧辦事大臣。
光緒八年（1882年），召命授任兵部侍郎，再歷調刑部侍郎及戶部侍郎。
光緒十年（1884年），擢任工部尚書，兼任步軍統領，後被受命在總理各國事務衙門行走，兼任總管內務府大臣。後再調戶部，任協辦大學士。福錕於戶部駁斥機器製造及鼓鑄錢幣之弊，議革職，後改留任，很快得以復職。
光緒十五年（1889年），被加封太子太保銜，再封詹事府右庶子。當時，崇文上疏彈劾東閣大學士張之萬交納外官，結黨營私，命福錕偕同刑部尚書潘祖蔭訪查，後證明張之萬之清白。
光緒十七年（1891年），授任體仁閣大學士。
光緒二十年（1894年），皇太后萬壽，賞雙眼花翎。時年京師常有盜案發生，福錕先禁止步軍以嚴刑迫令盜犯招供，遂令盜賊更顯放肆，於是福錕決定奏請通佈緝捕章程，嚴拿罪犯，得允。
光緒二十一年閏五月甲辰（1895年6月26日），福錕致仕。
光緒二十二年九月丙申（1896年10月10日），福錕卒，光緒皇帝派貝子溥倫領侍衛十人，前往奠酒，並賞陀羅經被。賞其子毓方為郎中。尋予諡文慎。

## 家庭
- 嫡妻鈕祜祿氏（父镶黄旗满洲重綸，祖父成齡）。继妻鄂卓氏（父鑲藍旗滿洲海澄，祖父道光壬午恩科進士吉年，祖伯父道光壬午恩科進士吉珩（又吉達善）；胞姊鄂卓氏二继嫁光緒六年（1880年）庚辰科进士、正蓝旗宗室溥良）。
- 子宗室毓方（生母鄂卓氏）。妻裕瑚魯氏（父镶黄旗满洲光緒九年（1883年）癸未科进士準良，祖父举人恩元，曾祖道光丙申（1836年）恩科进士承龄）。

## 延伸阅读
[在维基数据编辑]
 《清史稿·卷440》，出自趙爾巽《清史稿》